# شهادت شوشانیک

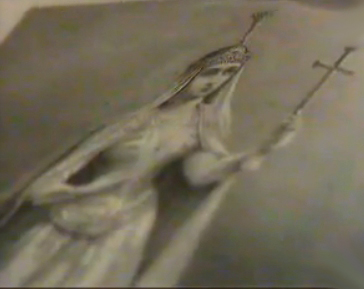
نقاشی سنت شوشانیک بر اساس نقاشی‌های دیواری باستانی گرجستان، سابینی، ۱۸۸۲

شهادت شوشانیک (به گرجی: შუშანიკის წამება) (شوشانیکیسْ تْسامِبا) یا شهادت ملکه شوشانیک مقدس (به گرجی: წამებაჲ წმიდისა შუშანიკისი დედოფლისაჲ) (تْسامِبایْ تْسْمیدیسا شوشانیکیسی دِدُپْلیسایْ) قدیمی‌ترین اثر موجود ادبیات گرجی است، که از سال ۴۷۶ تا ۴۸۳ میلادی، توسط یاکوب تسورتاولی نوشته شده است. تسورتاولی همعصر پیشامدهای مشروح در این رمانِ قدیس نگارانه است.
این اثر، سرگذشت و شهادت شوشانیک را شرح می‌دهد که دختر وارتان مامیکونیان - رهبر نظامی مسیحیان در ارمنستان - بوده و پس از تحمل شکنجه و زندان، به دست همسرش وارسکن  - زرتشتی مرتد از مسیحیت - به عنوان یک شهید مسیحی کشته می‌شود.
نخستین نسخهٔ چاپی این اثر، در سال ۱۸۸۲ میلادی به انتشار رسیده و تا کنون به زبان‌های روسی، مجاری، آلمانی، انگلیسی، فرانسوی و اسپانیایی ترجمه شده است.